# Polyommatus transcaspica
Polyommatus transcaspica is een vlinder uit de familie van de Lycaenidae. De wetenschappelijke naam van de soort is voor het eerst gepubliceerd in 1899 door Otto Staudinger.

## Verspreiding
De soort komt voor in Iran.

## Ondersoorten
- Polyommatus transcaspica transcaspica (Staudinger, 1899)
  - = Agrodiaetus transcaspica transcaspica (Staudinger, 1899)
- Polyommatus transcaspica difficillima (Forster, 1956)
  - = Agrodiaetus transcaspica difficillima Forster, 1956
- Polyommatus transcaspica kotzschi (Forster, 1956)
  - = Agrodiaetus transcaspica kotzschi Forster, 1956